# Wilson Fittipaldi

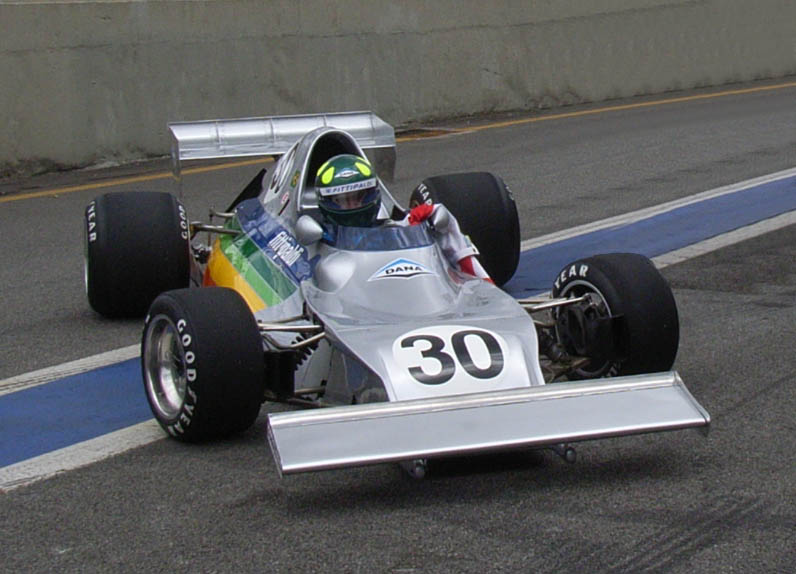
Fittipaldi FD01, exhibido en 2007

Wilson Fittipaldi Júnior (São Paulo, 25 de diciembre de 1943-São Paulo, 23 de febrero de 2024) fue un piloto brasileño de Fórmula 1, participó en 38 grandes premios, debutando el 1 de mayo de 1972. Fue el fundador de la escudería Fittipaldi Automotive.
Fue el hermano de Emerson Fittipaldi, y padre de Christian Fittipaldi. 

## Biografía
Hijo de Wilson Fittipaldi, un famoso locutor de radio de deportes de motor. En 1964, fue uno de los pilotos del Desafío de los 50 mil kilómetros en el Autódromo de Interlagos.
Se inició en el karting, participando de la primera carrera realizada en Brasil, en agosto de 1960 y aún en esa década, fue Campeón Paulista en la categoría.
A mediados de los años 1960 creó el Kart Mini, un kart completamente diferente, mucho más ligero que sus competidores y con piezas de magnesio y fibra de vidrio, estando este en posición «tumbado». En 1965 vendió su fábrica de karts y se dedicó exclusivamente al automóvil.

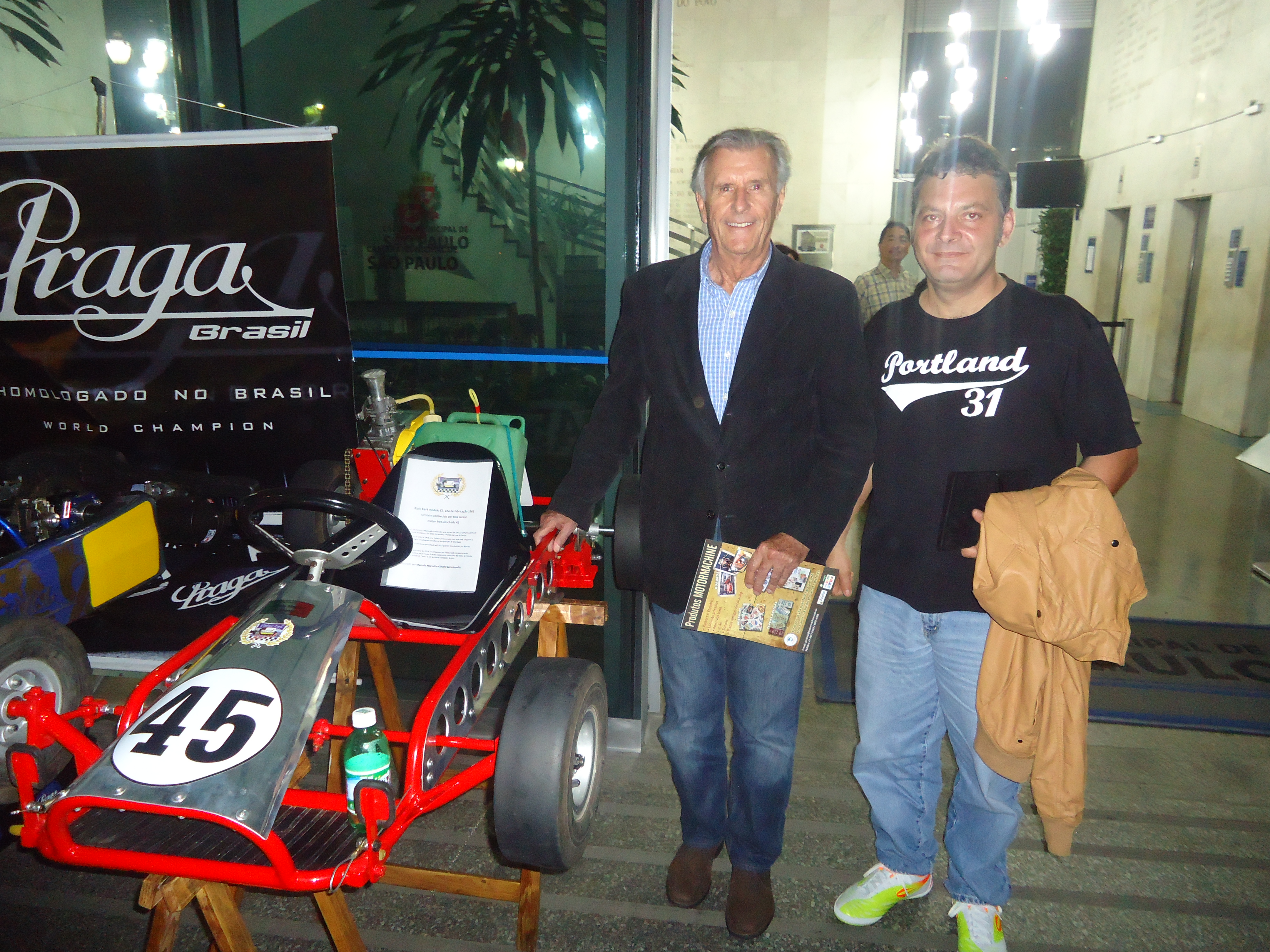
En un evento en Alesp en 2014, cuando fue homenajeado por su paso por el Kartismo Paulista. Junto a él, otro homenajeado, Marcelo Afornali, creador de la categoría Vintage en Brasil

Wilson había construido autos de carreras ganadores cuando participó con su hermano en carreras de automovilismo brasileño en la década de 1960 (llamadas carreras de Fórmula Vê). Decidió dedicarse a construir un coche de Fórmula 1, que sigue siendo el único proyecto brasileño que compite en esta categoría. El coche debutó en 1975, con el propio Wilson como conductor durante el primer año.
De 1976 a 1980, el piloto principal del auto fue su hermano Emerson, ya bicampeón del mundo de Fórmula 1, mientras que Wilson se convirtió en el jefe del equipo Copersucar-Fittipaldi. Con la conducción de Emerson y la dirección de Wilson, el equipo presentó buenos resultados a lo largo de su historia, incluido un segundo lugar en el Gran Premio de Brasil de 1978, pero el proyecto acabó siendo abandonado por falta de patrocinio y deudas a principios de la década de 1980. Después de la problemática experiencia, Emerson decidió trasladarse a la Fórmula Indy, donde volvería a las victorias.
Murió el 23 de febrero de 2024 a los ochenta años por un paro cardíaco ocurrido en día de Navidad de 2023, su cumpleaños, luego de atragantarse con un trozo de carne, por lo que fue hospitalizado.

## Resultados

### Fórmula 1
(Clave) (negrita indica pole position) (cursiva indica vuelta rápida)

| Año     | Escudería                 | 1       | 2       | 3       | 4       | 5       | 6      | 7       | 8      | 9       | 10      | 11      | 12      | 13      | 14     | 15     | Pos. | Puntos |
| ------- | ------------------------- | ------- | ------- | ------- | ------- | ------- | ------ | ------- | ------ | ------- | ------- | ------- | ------- | ------- | ------ | ------ | ---- | ------ |
| 1972    | Motor Racing Developments | ARG     | RSA     | ESP 7   | MON 9   | BEL Ret | FRA 8  | GBR 12  | GER 7  | AUT Ret | ITA Ret | CAN Ret | USA Ret |         |        |        | NC   | 0      |
| 1973    | Motor Racing Developments | ARG 6   | BRA Ret | RSA Ret | ESP 10  | BEL Ret | MON 11 | SWE Ret | FRA 16 | GBR Ret | NED Ret | GER 5   | AUT Ret | ITA Ret | CAN 11 | USA 17 | 15.º | 3      |
| 1975    | Copersucar                | ARG Ret | BRA 13  | RSA DNQ | ESP Ret | MON DNQ | BEL 12 | SWE 17  | NED 11 | FRA Ret | GBR 19  | GER Ret | AUT DNQ | ITA     | USA 10 |        | NC   | 0      |
| Fuente: |                           |         |         |         |         |         |        |         |        |         |         |         |         |         |        |        |      |        |